# Rhododon ciliatus
Rhododon ciliatus är en kransblommig växtart som först beskrevs av George Bentham, och fick sitt nu gällande namn av Carl Clawson Epling. Rhododon ciliatus ingår i släktet Rhododon och familjen kransblommiga växter. Inga underarter finns listade i Catalogue of Life.